# Hieracium anthracinum
Hieracium anthracinum es una especie de planta con flor del género Hieracium, de la familia Asteraceae, orden Asterales.

## Distribución
Hieracium anthracinum se distribuye por Noruega y Suecia.

## Taxonomía
Fue descrita científicamente por Dahlst. ex Johanss. Fue publicada en Ark. Bot. 9(1): 86 (1909).